# Альберто Гібелліні
Альберто Гібелліні (італ. Alberto Ghibellini, 12 березня 1973) — італійський ватерполіст.
Бронзовий призер Олімпійських Ігор 1996 року, учасник 2000 року.